# Collegio elettorale di Serravalle (Piemonte)
Il collegio elettorale di Serravalle è stato un collegio elettorale uninominale del Regno di Sardegna.
, Rocchetta
Fu istituito con il Regio editto del 17 marzo 1848 e comprendeva i territori di Serravalle] e Rocchetta.
Nel 1859 fu emanata la legge 3778, del 20 novembre che regolava i collegi elettorali del Regno. Il territorio del collegio di Serravalle entrò a far parte del collegio di Gavi. 

## Dati elettorali
Nel collegio si svolsero votazioni per sei legislature e fu poi unito al collegio elettorale di Gavi.

### I legislatura
Le votazioni si svolsero in 222 collegi uninominali a doppio turno. Come previsto dal decreto n. 680 del 17 marzo 1848, era eletto al primo turno il candidato che «riunisce in suo favore più del terzo dei voti del total numero dei membri componenti il collegio e più della metà dei suffragi dati dai votanti presenti all'adunanza» (art. 92). Se nessun candidato era eletto, al ballottaggio tra i due candidati con più voti era eletto chi otteneva il maggior numero di voti (art. 93) o, in caso di ugual numero di voti, il maggiore d'età (art. 94).
| Partito                            | Partito                            | Candidato                          | Primo turno 27 aprile 1848 | Primo turno 27 aprile 1848 | Ballottaggio 28 aprile 1848 | Ballottaggio 28 aprile 1848 |
| Partito                            | Partito                            | Candidato                          | Voti                       | %                          | Voti                        | %                           |
| ---------------------------------- | ---------------------------------- | ---------------------------------- | -------------------------- | -------------------------- | --------------------------- | --------------------------- |
|                                    | —                                  | Domenico Figini                    | 47                         | 40,52                      | 78                          | 50,00                       |
|                                    | —                                  | Luigi Pernigotti                   | 69                         | 59,48                      | 78                          | 50,00                       |
|                                    |                                    |                                    |                            |                            |                             |                             |
| Iscritti                           | Iscritti                           | Iscritti                           | 195                        | 100,00                     | 195                         | 100,00                      |
| ↳ Votanti (% su iscritti)          | ↳ Votanti (% su iscritti)          | ↳ Votanti (% su iscritti)          | 143                        | 73,33                      | 159                         | 81,54                       |
| ↳ Voti validi (% su votanti)       | ↳ Voti validi (% su votanti)       | ↳ Voti validi (% su votanti)       | 116                        | 81,12                      | 156                         | 98,11                       |
| ↳ Schede non valide (% su votanti) | ↳ Schede non valide (% su votanti) | ↳ Schede non valide (% su votanti) | 27                         | 18,88                      | 3                           | 1,89                        |
| ↳ Astenuti (% su iscritti)         | ↳ Astenuti (% su iscritti)         | ↳ Astenuti (% su iscritti)         | 52                         | 26,67                      | 36                          | 18,46                       |

L'ufficio definitivo aveva proclamato eletto l’onorevole Pernigotti, ma la Camera, nella tornata del 15 maggio 1848 annullò quella deliberazione proclamando invece deputato l’avvocato Figini come più anziano d'età

### II legislatura
Le votazioni si svolsero in 222 collegi uninominali a doppio turno con la stessa normativa precedente (al primo turno un numero di voti maggiore di un terzo degli iscritti).
| Partito                            | Partito                            | Candidato                          | Primo turno 22 gennaio 1849 | Primo turno 22 gennaio 1849 | Ballottaggio 23 gennaio 1849 | Ballottaggio 23 gennaio 1849 |
| Partito                            | Partito                            | Candidato                          | Voti                        | %                           | Voti                         | %                            |
| ---------------------------------- | ---------------------------------- | ---------------------------------- | --------------------------- | --------------------------- | ---------------------------- | ---------------------------- |
|                                    | —                                  | Luigi Pernigotti                   | 41                          | 52,56                       | 65                           | 54,62                        |
|                                    | —                                  | Domenico Figini                    | 37                          | 47,44                       | 54                           | 45,38                        |
|                                    |                                    |                                    |                             |                             |                              |                              |
| Iscritti                           | Iscritti                           | Iscritti                           | 195                         | 100,00                      | 195                          | 100,00                       |
| ↳ Votanti (% su iscritti)          | ↳ Votanti (% su iscritti)          | ↳ Votanti (% su iscritti)          | 102                         | 52,31                       | 119                          | 61,03                        |
| ↳ Voti validi (% su votanti)       | ↳ Voti validi (% su votanti)       | ↳ Voti validi (% su votanti)       | 78                          | 76,47                       | 119                          | 100,00                       |
| ↳ Schede non valide (% su votanti) | ↳ Schede non valide (% su votanti) | ↳ Schede non valide (% su votanti) | 24                          | 23,53                       | 0                            | 0,00                         |
| ↳ Astenuti (% su iscritti)         | ↳ Astenuti (% su iscritti)         | ↳ Astenuti (% su iscritti)         | 93                          | 47,69                       | 76                           | 38,97                        |

Il 6 febbraio 1848 la Camera ordinò un'inchiesta per verificare se fosse il fatto, esposto in una protesta, che nella elezione di ballottaggio fosse stata sospesa la votazione e trasportata l'urna in altra sala. Nella successiva tornata del 7 marzo, essendo risultato vero il fatto di cui sopra, la Camera annullò l'elezione. Il collegio fu riconvocato.
| Partito                            | Partito                            | Candidato                          | Primo turno 27 marzo 1849 | Primo turno 27 marzo 1849 | Ballottaggio 28 marzo 1849 | Ballottaggio 28 marzo 1849 |
| Partito                            | Partito                            | Candidato                          | Voti                      | %                         | Voti                       | %                          |
| ---------------------------------- | ---------------------------------- | ---------------------------------- | ------------------------- | ------------------------- | -------------------------- | -------------------------- |
|                                    | —                                  | Lorenzo Grillo                     | 13                        | 68,42                     | 18                         | 75,00                      |
|                                    | —                                  | Giovanni Aragone                   | 6                         | 31,58                     | 6                          | 25,00                      |
|                                    |                                    |                                    |                           |                           |                            |                            |
| Iscritti                           | Iscritti                           | Iscritti                           | 195                       | 100,00                    | 195                        | 100,00                     |
| ↳ Votanti (% su iscritti)          | ↳ Votanti (% su iscritti)          | ↳ Votanti (% su iscritti)          | 31                        | 15,90                     | 24                         | 12,31                      |
| ↳ Voti validi (% su votanti)       | ↳ Voti validi (% su votanti)       | ↳ Voti validi (% su votanti)       | 19                        | 61,29                     | 24                         | 100,00                     |
| ↳ Schede non valide (% su votanti) | ↳ Schede non valide (% su votanti) | ↳ Schede non valide (% su votanti) | 12                        | 38,71                     | 0                          | 0,00                       |
| ↳ Astenuti (% su iscritti)         | ↳ Astenuti (% su iscritti)         | ↳ Astenuti (% su iscritti)         | 164                       | 84,10                     | 171                        | 87,69                      |

L'elezione non fu convalidata per l’avvenuto scioglimento della Camera.

### III legislatura
Le votazioni si svolsero in 204 collegi uninominali a doppio turno con la normativa del 1848 (al primo turno un numero di voti maggiore di un terzo degli iscritti).
| Partito                            | Partito                            | Candidato                          | Primo turno 15 luglio 1849 | Primo turno 15 luglio 1849 | Ballottaggio 22 luglio 1849 | Ballottaggio 22 luglio 1849 |
| Partito                            | Partito                            | Candidato                          | Voti                       | %                          | Voti                        | %                           |
| ---------------------------------- | ---------------------------------- | ---------------------------------- | -------------------------- | -------------------------- | --------------------------- | --------------------------- |
|                                    | —                                  | Pietro Torre                       | 70                         | 94,59                      | 71                          | 98,61                       |
|                                    | —                                  | Nicolò Lavagnino                   | 2                          | 2,70                       | 1                           | 1,39                        |
|                                    | —                                  | Luigi Pernigotti                   | 2                          | 2,70                       |                             |                             |
|                                    |                                    |                                    |                            |                            |                             |                             |
| Iscritti                           | Iscritti                           | Iscritti                           | 229                        | 100,00                     | 229                         | 100,00                      |
| ↳ Votanti (% su iscritti)          | ↳ Votanti (% su iscritti)          | ↳ Votanti (% su iscritti)          | 85                         | 37,12                      | 72                          | 31,44                       |
| ↳ Voti validi (% su votanti)       | ↳ Voti validi (% su votanti)       | ↳ Voti validi (% su votanti)       | 74                         | 87,06                      | 72                          | 100,00                      |
| ↳ Schede non valide (% su votanti) | ↳ Schede non valide (% su votanti) | ↳ Schede non valide (% su votanti) | 11                         | 12,94                      | 0                           | 0,00                        |
| ↳ Astenuti (% su iscritti)         | ↳ Astenuti (% su iscritti)         | ↳ Astenuti (% su iscritti)         | 144                        | 62,88                      | 157                         | 68,56                       |

Al ballottaggio partecipò il capitano Lavagnino perché era  maggiore d'età rispetto all'avvocato Pernigotti.
Il 26 settembre 1849 l'onorevole Torre fu promosso con la nomina a professore effettivo di diritto penale nell’Università di Genova e di conseguenza decadde dalla carica. Il collegio fu riconvocato.
| Partito                            | Partito                            | Candidato                          | Primo turno 28 ottobre 1849 | Primo turno 28 ottobre 1849 | Ballottaggio 28 ottobre 1849 | Ballottaggio 28 ottobre 1849 |
| Partito                            | Partito                            | Candidato                          | Voti                        | %                           | Voti                         | %                            |
| ---------------------------------- | ---------------------------------- | ---------------------------------- | --------------------------- | --------------------------- | ---------------------------- | ---------------------------- |
|                                    | —                                  | Pietro Torre                       | 32                          | 94,12                       | 32                           | 94,12                        |
|                                    | —                                  | Luigi Pernigotti                   | 2                           | 5,88                        | 2                            | 5,88                         |
|                                    |                                    |                                    |                             |                             |                              |                              |
| Iscritti                           | Iscritti                           | Iscritti                           | 229                         | 100,00                      | 229                          | 100,00                       |
| ↳ Votanti (% su iscritti)          | ↳ Votanti (% su iscritti)          | ↳ Votanti (% su iscritti)          | 38                          | 16,59                       | 34                           | 14,85                        |
| ↳ Voti validi (% su votanti)       | ↳ Voti validi (% su votanti)       | ↳ Voti validi (% su votanti)       | 34                          | 89,47                       | 34                           | 100,00                       |
| ↳ Schede non valide (% su votanti) | ↳ Schede non valide (% su votanti) | ↳ Schede non valide (% su votanti) | 4                           | 10,53                       | 0                            | 0,00                         |
| ↳ Astenuti (% su iscritti)         | ↳ Astenuti (% su iscritti)         | ↳ Astenuti (% su iscritti)         | 191                         | 83,41                       | 195                          | 85,15                        |

L'elezione non fu convalidata per l’avvenuto scioglimento della Camera.

### IV legislatura
Le votazioni si svolsero in 204 collegi uninominali a doppio turno con la normativa del 1848 (al primo turno un numero di voti maggiore di un terzo degli iscritti).
| Partito                            | Partito                            | Candidato                          | Primo turno 9 dicembre 1849 | Primo turno 9 dicembre 1849 | Ballottaggio 10 dicembre 1849 | Ballottaggio 10 dicembre 1849 |
| Partito                            | Partito                            | Candidato                          | Voti                        | %                           | Voti                          | %                             |
| ---------------------------------- | ---------------------------------- | ---------------------------------- | --------------------------- | --------------------------- | ----------------------------- | ----------------------------- |
|                                    | —                                  | Luigi Pernigotti                   | 72                          | 69,23                       | 98                            | 74,81                         |
|                                    | —                                  | Pietro Torre                       | 32                          | 30,77                       | 33                            | 25,19                         |
|                                    |                                    |                                    |                             |                             |                               |                               |
| Iscritti                           | Iscritti                           | Iscritti                           | 234                         | 100,00                      | 234                           | 100,00                        |
| ↳ Votanti (% su iscritti)          | ↳ Votanti (% su iscritti)          | ↳ Votanti (% su iscritti)          | 121                         | 51,71                       | 132                           | 56,41                         |
| ↳ Voti validi (% su votanti)       | ↳ Voti validi (% su votanti)       | ↳ Voti validi (% su votanti)       | 104                         | 85,95                       | 131                           | 99,24                         |
| ↳ Schede non valide (% su votanti) | ↳ Schede non valide (% su votanti) | ↳ Schede non valide (% su votanti) | 17                          | 14,05                       | 1                             | 0,76                          |
| ↳ Astenuti (% su iscritti)         | ↳ Astenuti (% su iscritti)         | ↳ Astenuti (% su iscritti)         | 113                         | 48,29                       | 102                           | 43,59                         |

L'onorevole Pernigotti fu nominato vicario generale della diocesi di Genova e il 16 aprile 1853 si dimise dalla carica di deputato. Il collegio fu riconvocato.
| Partito                            | Partito                            | Candidato                          | Risultati 16 maggio 1853 | Risultati 16 maggio 1853 |
| Partito                            | Partito                            | Candidato                          | Voti                     | %                        |
| ---------------------------------- | ---------------------------------- | ---------------------------------- | ------------------------ | ------------------------ |
|                                    | —                                  | Pietro Rossi                       | 91                       | 73,39                    |
|                                    | —                                  | Carlo Alberto Ratti Opizzoni       | 33                       | 26,61                    |
|                                    |                                    |                                    |                          |                          |
| Iscritti                           | Iscritti                           | Iscritti                           | 222                      | 100,00                   |
| ↳ Votanti (% su iscritti)          | ↳ Votanti (% su iscritti)          | ↳ Votanti (% su iscritti)          | 132                      | 59,46                    |
| ↳ Voti validi (% su votanti)       | ↳ Voti validi (% su votanti)       | ↳ Voti validi (% su votanti)       | 124                      | 93,94                    |
| ↳ Schede non valide (% su votanti) | ↳ Schede non valide (% su votanti) | ↳ Schede non valide (% su votanti) | 8                        | 6,06                     |
| ↳ Astenuti (% su iscritti)         | ↳ Astenuti (% su iscritti)         | ↳ Astenuti (% su iscritti)         | 90                       | 40,54                    |

### V legislatura
Le votazioni si svolsero in 204 collegi uninominali a doppio turno con la normativa del 1848 (al primo turno un numero di voti maggiore di un terzo degli iscritti).
| Partito                            | Partito                            | Candidato                          | Risultati 8 dicembre 1853 | Risultati 8 dicembre 1853 |
| Partito                            | Partito                            | Candidato                          | Voti                      | %                         |
| ---------------------------------- | ---------------------------------- | ---------------------------------- | ------------------------- | ------------------------- |
|                                    | —                                  | Pietro Rossi                       | 93                        | 66,43                     |
|                                    | —                                  | Nicolò De Mari                     | 47                        | 33,57                     |
|                                    |                                    |                                    |                           |                           |
| Iscritti                           | Iscritti                           | Iscritti                           | 244                       | 100,00                    |
| ↳ Votanti (% su iscritti)          | ↳ Votanti (% su iscritti)          | ↳ Votanti (% su iscritti)          | 229                       | 93,85                     |
| ↳ Voti validi (% su votanti)       | ↳ Voti validi (% su votanti)       | ↳ Voti validi (% su votanti)       | 140                       | 61,14                     |
| ↳ Schede non valide (% su votanti) | ↳ Schede non valide (% su votanti) | ↳ Schede non valide (% su votanti) | 89                        | 38,86                     |
| ↳ Astenuti (% su iscritti)         | ↳ Astenuti (% su iscritti)         | ↳ Astenuti (% su iscritti)         | 15                        | 6,15                      |

### VI legislatura
Le votazioni si svolsero in 204 collegi uninominali a doppio turno dopo la modifica dei collegi della Sardegna nel 1856; venne applicata la normativa del 1848 (al primo turno un numero di voti maggiore di un terzo degli iscritti).
| Partito                            | Partito                            | Candidato                          | Risultati 15 novembre 1857 | Risultati 15 novembre 1857 |
| Partito                            | Partito                            | Candidato                          | Voti                       | %                          |
| ---------------------------------- | ---------------------------------- | ---------------------------------- | -------------------------- | -------------------------- |
|                                    | —                                  | Carlo Alberto Ratti Opizzoni       | 128                        | 58,72                      |
|                                    | —                                  | Astengo Giacomo                    | 90                         | 41,28                      |
|                                    |                                    |                                    |                            |                            |
| Iscritti                           | Iscritti                           | Iscritti                           | 302                        | 100,00                     |
| ↳ Votanti (% su iscritti)          | ↳ Votanti (% su iscritti)          | ↳ Votanti (% su iscritti)          | 229                        | 75,83                      |
| ↳ Voti validi (% su votanti)       | ↳ Voti validi (% su votanti)       | ↳ Voti validi (% su votanti)       | 218                        | 95,20                      |
| ↳ Schede non valide (% su votanti) | ↳ Schede non valide (% su votanti) | ↳ Schede non valide (% su votanti) | 11                         | 4,80                       |
| ↳ Astenuti (% su iscritti)         | ↳ Astenuti (% su iscritti)         | ↳ Astenuti (% su iscritti)         | 73                         | 24,17                      |

Il 13 gennaio 1858 la Camera deliberò un'inchiesta sulla coazione morale spiegata dal clero a favore del candidato Ratti-Opizzone. Nella relazione fatta in seguito alla Camera, fu proposto l'annullamento dell'elezione, proposta  approvata l'8 giugno 1858. Il collegio fu riconvocato.
| Partito                            | Partito                            | Candidato                          | Risultati 11 luglio 1858 | Risultati 11 luglio 1858 |
| Partito                            | Partito                            | Candidato                          | Voti                     | %                        |
| ---------------------------------- | ---------------------------------- | ---------------------------------- | ------------------------ | ------------------------ |
|                                    | —                                  | Carlo Varese                       | 150                      | 58,37                    |
|                                    | —                                  | Carlo Alberto Ratti Opizzoni       | 107                      | 41,63                    |
|                                    |                                    |                                    |                          |                          |
| Iscritti                           | Iscritti                           | Iscritti                           | 312                      | 100,00                   |
| ↳ Votanti (% su iscritti)          | ↳ Votanti (% su iscritti)          | ↳ Votanti (% su iscritti)          | 271                      | 86,86                    |
| ↳ Voti validi (% su votanti)       | ↳ Voti validi (% su votanti)       | ↳ Voti validi (% su votanti)       | 257                      | 94,83                    |
| ↳ Schede non valide (% su votanti) | ↳ Schede non valide (% su votanti) | ↳ Schede non valide (% su votanti) | 14                       | 5,17                     |
| ↳ Astenuti (% su iscritti)         | ↳ Astenuti (% su iscritti)         | ↳ Astenuti (% su iscritti)         | 41                       | 13,14                    |